# Кадмен
Кадмен (фр. Cademène) насеље је и општина у источној Француској у региону Франш-Конте, у департману Ду која припада префектури Безансон.
По подацима из 2011. године у општини је живело 87 становника, а густина насељености је износила 25,66 становника/km². Општина се простире на површини од 3,39 km². Налази се на средњој надморској висини од 275 метара (максималној 515 m, а минималној 295 m).

## Демографија
| 1962. | 1968. | 1975. | 1982. | 1990. | 1999. | 2011. |
| ----- | ----- | ----- | ----- | ----- | ----- | ----- |
| 36    | 45    | 42    | 50    | 78    | 82    | 87    |

График промене броја становника у току последњих година